# شهرستان آلن (اوهایو)
شهرستان آلن، اوهایو (به انگلیسی: Allen County, Ohio) یک شهرستان در آمریکا در ایالات متحده آمریکا است که در اوهایو واقع شده‌است.